# Marcelo Urueña
Marcelo Wenceslao Urueña (San Miguel de Tucumán, Tucumán, 22 de septiembre de 1922) fue un futbolista argentino que se desempeñaba como delantero.

## Trayectoria

### Central Córdoba
Urueña inició su carrera futbolística en Central Córdoba y debutó en 1940. En esa época el azurro tenía grandes equipos y formaba grandes futbolistas, pero le terminaban dando títulos a otros clubes tucumanos. En 1948 dio la sorpresa al coronarse campeón tucumano, al obtener el segundo título anual del club, cortando una racha negativa de 17 años.

### Boca
Luego de ser la revelación del fútbol tucumano y de ganar el Campeonato Argentino de 1948, fue transferido al fútbol de Buenos Aires, para sumarse a Boca Juniors.

### Ferro
Después de su paso por el xeneize, Urueña es traspasado a Ferro. En oeste jugó un puñado de partidos antes de volver a su provincia.

### Atlético Tucumán
En 1950 volvió a Tucumán, para jugar en Atlético Tucumán. En 1951 se coronó campeón del torneo anual de la Liga Tucumana, formando delantera con grandes futbolistas como el ídolo decano Raúl Villalba. En 1954 se retiró del fútbol.

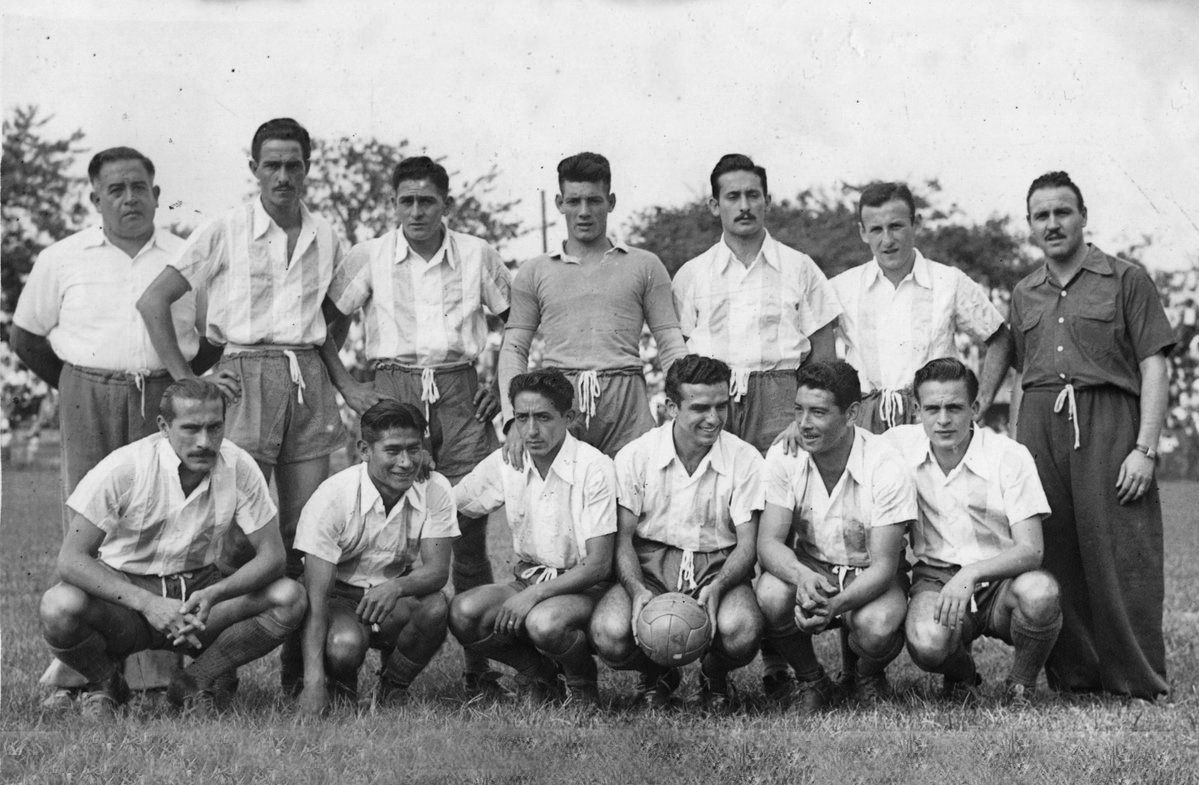
Formación de Atlético Tucumán en 1952.

## Clubes
| Club             | País      |
| ---------------- | --------- |
| Central Córdoba  | Argentina |
| Boca Juniors     | Argentina |
| Ferro            | Argentina |
| Atlético Tucumán | Argentina |

## Palmarés
| Título        | Equipo           | País      | Año  |
| ------------- | ---------------- | --------- | ---- |
| Liga Tucumana | Central Córdoba  | Argentina | 1948 |
| Liga Tucumana | Atlético Tucumán | Argentina | 1951 |